# Cuzcurrita de Río Tirón
Cuzcurrita de Río Tirón tỉnh và cộng đồng tự trị La Rioja, phía bắc Tây Ban Nha. Đô thị này có diện tích là 19,17 ki-lô-mét vuông, dân số năm 2009 là 554 người với mật độ 28,19 người/km². Đô thị này có cự ly 11 km so với Logroño.